# Arnošt Nejedlý

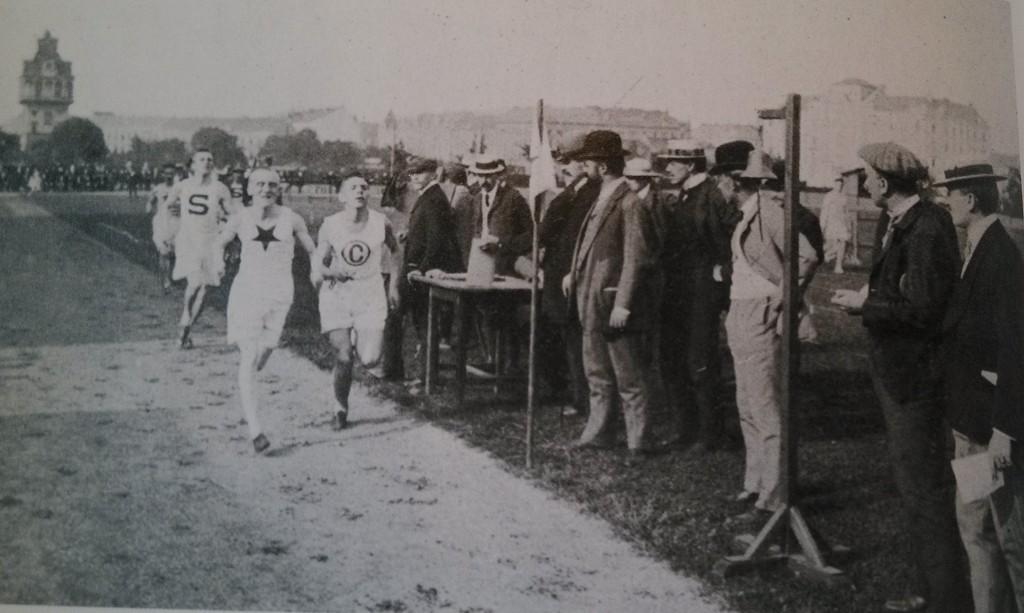
Nejedlý v cíli Karlínského memorialu v Praze na Letné 1907. Foto E. Pavlík

Arnošt Nejedlý (22. května 1883 – 1917 Hamburk / srbská fronta) byl český atlet-běžec a olympionik.

## Život
V roce 1906 vylepšil v závodě Běchovice-Praha vlastní nejlepší čas z roku 1904, výkon zlepšil na 36:28 m.
Závod vyhrál celkem čtyřikrát (1904, 1905, 1906, 1907).
Klub AC Praha 1890 uspořádal 3. září 1900 první závod v hodinovce. Arnošt Nejedlý vyhrál výkonem 14 650 m.
Od roku 1899 závodil za AC Sparta, v roce 1900 přešel do SK Slavia. V roce 1903 startoval v Běchovicích, ale na protest Sparty musel běžet mimo soutěž a skončil druhý, další ročníky vyhrál. Na sklonku své sportovní kariéry se vrátil do Sparty. Pracoval jako úředník v Kolben-Daněk, později v papírenské firmě Fuchs, i jako steward na lodi v Anglii.
Jako první Čech běžel 1. května 1906 klasickou trať z Marathónu do Athén v čase 3:40:06,8 hodiny a skončil 16. ze 47. běžců.
Reprezentoval také Čechy na Olympijských hrách. Nejprve na athénských mezihrách v roce 1906 a na poté LOH 1908, kde na obou soutěžil v běhu na 5 mil a v maratonu.
Zvítězil v „Českém Marathonu“, prvním maratonu na území Čech, pořádaném SK Slavia 25. října 1908 na trati Smíchov-Dobříš v čase 3:22:50.